# Naide Gomes
Naide Gomes (Santo Tomé, Santo Tomé y Príncipe, 20 de noviembre de 1979) es una atleta portuguesa, especialista en la prueba de salto de longitud en la que llegó a ser subcampeona europea en 2010.

## Carrera deportiva
En el Campeonato Europeo de Atletismo de 2010 ganó la medalla de plata en el salto de longitud, con un salto de 6.92 metros, siendo superada por la letona Ineta Radēviča (oro también con 6.92 m que fue récord nacional) y por delante de la rusa Olga Kucherenko (bronce con 6.84 metros).